# Шереметева, Наталья Афанасьевна
Ната́лья Афана́сьевна Шереме́тева, урождённая Столы́пина (2 февраля 1834 — 22 августа 1905) — благотворительница, общественный деятель. С 18 мая 1896 года Кавалерственная дама ордена Святой Екатерины (меньшого креста).

## Биография

### Происхождение
Наталья Афанасьевна родилась 2 февраля 1834 года и была одной из трёх детей Афанасия Алексеевича Столыпина от брака с Марией Александровной Устиновой (1812—1876). В семье росли сестра Мария' (1832—1901), в будущем супруга князя Владимира Алексеевича Щербатова, и брат Алексей (1838—?).
Её отец был одним из одиннадцати детей Алексея Емельяновича Столыпина. Один из его братьев, Александр, был адъютантом Суворова, другой — Аркадий — стал сенатором, двое, Николай и Дмитрий, дослужились до генералов. Одна из пяти сестёр, Елизавета, вышла замуж за Михаила Васильевича Арсеньева. Их дочь Мария стала матерью М. Ю. Лермонтова. Сам Афанасий Алексеевич участвовал в войне 1812 года, был награждён золотой шпагой с надписью: «За храбрость» и в январе 1817 года вышел в отставку чине штабс-капитана. Её мать была внучкой «первенствующего купца» Саратовской губернии Михаила Андриановича Устинова (1730—1836) и саратовского губернатора Алексея Давыдовича Панчулидзева (1762—1834).
Столыпины жили «шумно и весело», в их доме всегда было многолюдно. Большую часть времени они проводили в имении Лесная Нееловка Саратовского уезда Саратовской губернии (ныне с. Лесная Нееловка Базарно-Карабулакского района), доставшемся Афанасию Алексеевичу от отца. Имелись у него дома и в Саратове, куда семья переезжала на зиму, Москве и Петербурге.
Мария Александровна всецело посвящала себя светской жизни, воспитанием детей занималась бабушка Мария Алексеевна Устинова. М. А. Лопухина писала о её смерти: «Я особенно об ней сожалею, ради детей, которыми она занималась, девочки почти всегда были с нею. Монашенка же редко их видит, она слишком мало бывает дома, чтобы заниматься детьми». Наталья Афанасьевна получила неплохое образование, которое племянник её мужа граф В. В. Мусин-Пушкин своих воспоминаниях «Золотой век русской семьи» назвал «солидным».
О характере тётки Мусин-Пушкин отзывался так: «Наталия Афанасьевна, рождённая Столыпина, чисто пуританского воспитания и взглядов, некрасивая, строгая и часто нетерпимая, но в душе мягкая и добрая». Иначе воспринимал Шереметеву другой родственник мужа, граф Сергей Дмитриевич Шереметев: «Наталья Афанасьевна была привлекательна, весела, добра и изящна. В ней было какое-то особое, присущее ей выражение в изгибах рта, которое придавало улыбке её особую выразительность. Это выражение улыбки иногда бывает могущественнее выражения глаз. Она была правдива и ласкова. При виде её чувствовалось, что она счастлива. Она не чужда была деревенской жизни, и это было новым связующим звеном с семьею мужа». Б. Н. Чичерин, который часто бывал в московском доме Столыпиных, говорил о ней: «Меньшая же, некрасивая собой, но умная и отличных сердечных свойств, впоследствии вышла за Шереметева и поныне живёт в Москве, занимаясь благотворительными делами и пользуясь общим уважением».

### Брак
Во второй половине июля 1862 года в Москве Наталья Афанасьевна вышла замуж за Василия Алексеевича Шереметева (1834—1884), сына Алексея Васильевича Шереметева и Екатерины Сергеевны Шереметевой. Брак был удачным, по словам Мусина-Пушкина «супруги обожали друг друга и почти не расставались», но бездетным.
После смерти мужа, его сестры Варвары (1885) и её супруга графа В. И. Мусина-Пушкина (1886) Наталья Афанасьевна взяла на себя воспитание их сына графа Владимира Владимировича.

### Деятельность
Наталья Афанасьевна активно занималась благотворительностью. Она была учредительницей «Общества попечения о неизлечимо больных», членом Московского совета детских приютов и совета Благотворительного общества при 2-й Московской городской больнице; попечительницей Александро-Мариинского благотворительного приюта. За свою деятельность была пожалована орденом святой Екатерины малого креста.
С началом войны московское дворянство сформировало санитарный поезд под руководством Шереметева и его жены. Он был направлен в Закавказье и расположился на Сурамском перевале. П. Н. Милюков писал в своих воспоминаниях: «Собственно, всем делом отряда заведывала и трудилась за всех супруга предводителя, Наталия Афанасьевна Шереметева. Начиная с хлопот об устройстве привозимых к нам раненых и кончая последними мелочами санитарии, она во всё входила сама. Мы её за это очень уважали, — чего не могли бы сказать о других.»
Кроме того, Шереметева занималась обустройством принадлежавших ей и её мужу домов и имений. Граф В. В. Мусин-Пушкин писал: « … эта достойная и уважаемая всей Москвой женщина посвятила все свои силы и средства семье своего мужа и поддержке доставшегося её пожизненно Покровского.»
2 июня 1862 года А. А. Столыпин выделил «родной своей дочери совершеннолетней девице Наталье Афанасьевне в вечное и потомственное владение из благоприобретенного имения село Царевщину и деревню Белогорку, находящиеся в Пензенской губернии». В 1878 году от своей матери Наталья Афанасьевна унаследовала усадьбу на Никитском бульваре, ранее принадлежавшую графу Александру Петровичу Толстому (1801—1873) и его жене Анне Георгиевне, урождённой княжне Грузинской (1798—1889), широко известную в качестве последнего адреса Николая Гоголя. При участии архитектора А. Ф. Мейснера дом был частично перестроен.

### Последние годы
Наталья Афанасьевна пользовалась уважением среди жителей Москвы. По мнению Мусина-Пушкина:
Последние годы, благодаря своей справедливости, она для большого круга москвичей, приезжавших к ней за советами, играла роль как бы общественной совести.
Наталья Афанасьевна Шереметева скончалась 22 августа 1905 года, завещав состояние своей единственной племяннице Марии Владимировне Щербатовой (1864—1921), супруге Андрея Михайловича Каткова. 9 (22) сентября 1905 года газета сообщала:
Недавно скончавшаяся в Москве известная благотворительница Н. А. Шереметева, в доме которой на Никитском бульваре жил и скончался Н. В. Гоголь, завещала все своё огромное состояние, заключающееся в миллионном капитале и домах подольскому уездному предводителю дворянства А. М. Каткову, супруга которого приходится близкой родственницей покойной.